# Andy Lee Lang

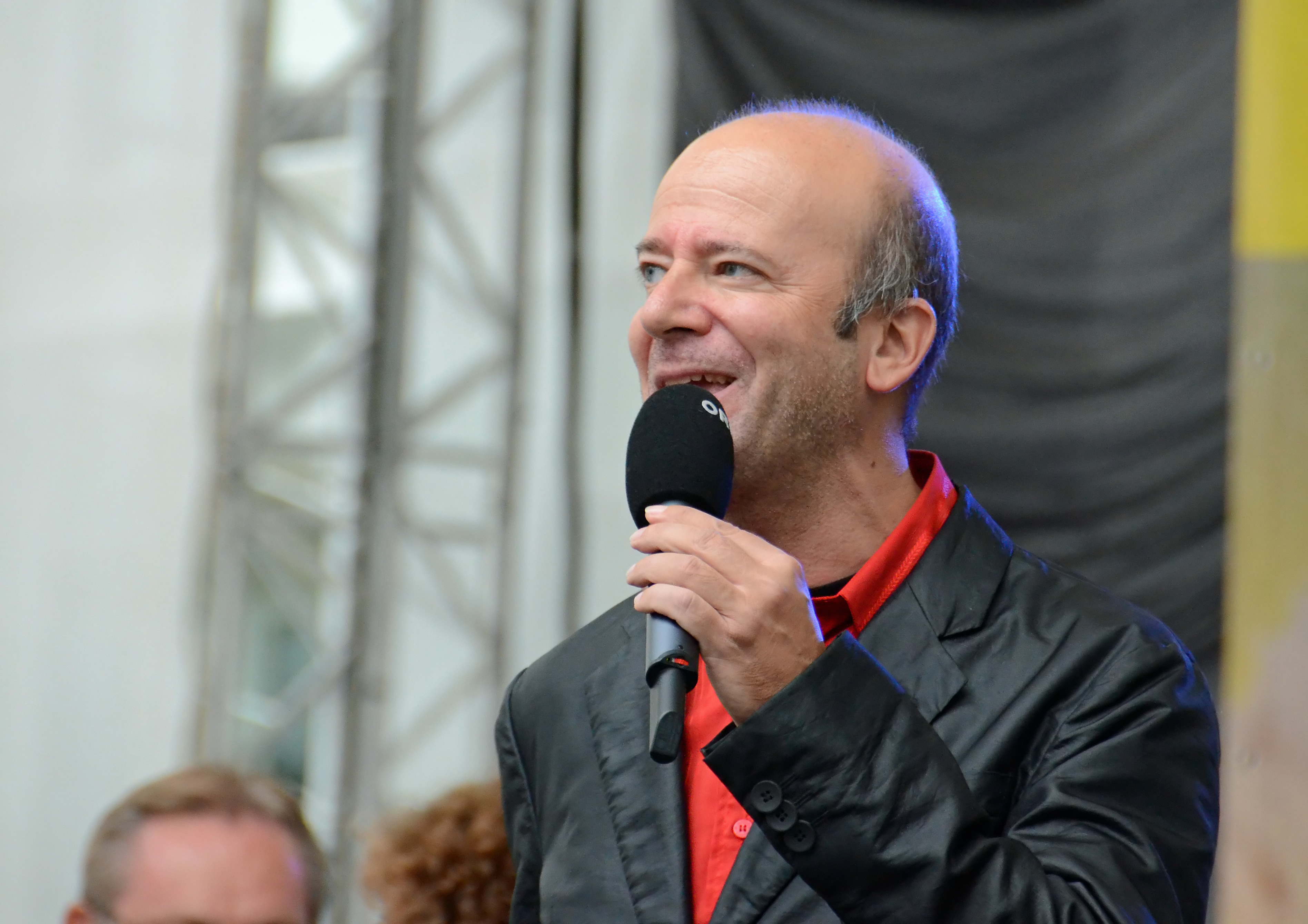
Andy Lee Lang (2012)

Andy Lee Lang, geb. als Andreas Lang (* 26. Juli 1965 in Wien), ist ein österreichischer Rock-’n’-Roll-Musiker. Der sogenannte Botschafter des Rock ’n’ Roll spielte unter anderem mit Jerry Lee Lewis, Chuck Berry, George Harrison und Fats Domino. Am 2. Juli 2010 feierte er sein 25-Jahre-Bühnenjubiläum.

## Leben
1985 gründete Lang, der zehn Jahre klassischen Klavierunterricht nahm, seine erste Band, die „Rock ’n’ Roll Rats“. Die Band hatte ihre ersten Konzerte bei Fußballvereinen und in der HAK. Die Besetzung bestand aus vier Mann, Vorbild war Jerry Lee Lewis. 1988 entstand um Lang eine neue Band mit fünf Mann. Sie traten oft im Wiener Lokal Papas-Tapas auf. Erste Radio- und TV-Auftritte folgten bei Ohne Maulkorb und Die 50er kommen. 1990 erfolgte eine Neuformierung der Band mit fünf Mann und einer Frau. In diesem Jahr erschien die erste CD-Produktion, „Back To Rock ’n’ Roll“, eine Mischung aus R&R-Klassikern und Eigenkompositionen.
1991 war der mühevolle Neubeginn mit der 6-Mann-Band „The Nighthawks“. Die zweite CD, „Rockin’ Piano Man“, erscheint. Die Eigenkomposition „Texas Train“ wird in einigen US-Bundesstaaten im Radio gespielt. Auftritte mit Rocco Granata, Percy Sledge und Big Jay McNeely folgen. 1992 gibt Jerry Lee Lewis ein Konzert im Wiener Austria Center. Als Vorgruppe tritt Andy Lee Lang auf. Chuck Berry engagiert Andy für seine Europatournee und spielt mit Andy vierhändig Klavier.
1993 spielt Lang Doppelkonzerte mit Jerry Lee Lewis. Jedoch erkrankt Lewis. Lang spielt daher in Zürich (mit dem legendären Elvis-Gitarristen James Burton) und in der Wiener Stadthalle. Damit gelang Lang der nationale Durchbruch. Konzerte in Marokko, Deutschland, Frankreich, der Schweiz, der Slowakei und in den USA (Los Angeles und Las Vegas) bringen ihm den Beinamen „Der österreichische Botschafter des Rock ’n’ Roll“ ein. Es folgen gemeinsame Auftritte mit Bill Haleys Original Comets, Wanda Jackson, Carl Perkins und Fats Domino.
1995 wird eine neue, größere Band gebildet. Um Lang formiert sich „The Spirit“. Anlässlich des 10-Jahre-Bühnenjubiläums werden eine Live-CD und ein Video produziert. Lang spielt ein Doppelkonzert „Rockin’ Christmas“ mit Jerry Lee Lewis in der Wiener Stadthalle und hat einen Auftritt mit Chuck Berry und Bo Diddley beim Jazzfest Wien. 1996 spielt Lang bei 240 Live-Konzerten, viele mit internationalen Größen. Lang erhält aus den USA die Awards „Key Of Success“, „World Lifetime Achievement Award“ und „The Platinum Record For Execptional Performance“.
1997 betrauen die Vereinigten Bühnen Wien Lang mit der musikalischen Leitung und der Hauptrolle im Musical „Elvis Forever“. 1998 moderiert Lang bei einem der neuen Privatradios die „Oldies-Sendung“. Beim Wiener Donauinselfest kommt es zum gemeinsamen Auftritt mit den Coasters. Studioaufnahmen mit Buddy Knox, DJ Fontana und The Coasters bereiten die CD „Together“ vor. Lang feiert Konzerterfolge in Spanien, Portugal, Frankreich und Finnland.
1999 wird ein neues Projekt geboren: „The Rocking Threee“. Andy Lee Lang, Mat Schuh und Dennis Jale treten gemeinsam auf. Beim Musical Little Shop Of Horrors leiht Andy Lee Lang der fleischfressenden Pflanze „Audrey Two“ seine Stimme. Auftritte in Ägypten, Holland, Italien und Kroatien vergrößern seine internationale Popularität. Die von den Fans lange erwartete zehnte CD, „Greatest Live Hits“, erscheint. Andy Lee Lang gibt zudem ein Konzert in Shanghai.
Das Wiener Metropol engagiert Lang im Jahr 2000 für das Musical „Be-Bop A Lulatsch ’59“. Nach einer Idee von Günter Brödl wird ein Musical über Rock ’n’ Roll, Karriere und Intrige produziert. Neben Lang wirken Günther Mokesch, Mat Schuh, Pia Baresch u. a. mit, musikalisch begleitet von The Spirit. Mehr als 25.000 Zuschauer besuchen die 59 Shows. Im August 2000 reist Lang auf Einladung von Billy Swan zum Elvis-Memorial-Day nach Memphis/Tennessee. Lang tritt mit den Original-Elvis-Musikern D. J. Fontana und Scotty Moore sowie mit Billy Swan auf. Im Herbst 2000 feiert Lang in Wien sein 15-Jahre-Bühnenjubiläum. Das Jahr 2000 wird zum Jahr mit den meisten Auftritten für Andy Lee Lang & The Spirit. Außerdem erhält Lang aus Cambridge den Award „2000 Outstanding Musicians Of The 20th Century-Performing And Songwriting“ und ist somit in dieser Kategorie neben Falco und Joe Zawinul einer von drei Österreichern, der ausgezeichnet wird.
Zu Weihnachten 2005, kurz nach der Feier seines 20. Bühnenjubiläums, erlitt Lang ein Burnout. Im Mai 2008 feierte er nach zweieinhalb Jahren Pause sein Bühnen-Comeback. 2010 spielt Lang im Musical „Go West“ den ausgebrannten Austro-Rocker Gogo, der sich nach einer verhängnisvollen Seelenrückführung als Buffalo Bill wiederfindet.
2024 übernahm er die Rolle des Karussellbesitzer Kagler in der Operette Wiener Blut in der Sommerarena Baden.
Seine Großtante war die Schauspielerin Waltraut Haas.

## Diskografie
- 1990: Back To Rock ’n’ Roll
- 1993: Back In Town
- 1994: Rockin’ Christmas
- 1995: That’s Entertainment
- 1997: Elvis Forever
- 1997: Duets
- 1998: Rock ’n’ Roll Party
- 1998: Together
- 1999: Greatest Hits – Live
- 1999: American Christmas
- 2001: Together
- 2002: Live By Request
- 2004: Rockin’ Piano Man
- 2004: The Very Best Of Viva Las Vegas, Vol. 1
- 2004: The Very Best Of Viva Las Vegas, Vol. 2
- 2005: 10th Anniversary - Live
- 2005: 20th Anniversary
- 2008: Hotter Than Ever
- 2008: Wien hat den Blues
- 2009: Rockin’ With My Friends
- 2010: Goes Country
- 2011: Still Rockin’-Live
- 2012: Still Rockin'-Live Chapter Two
- 2012: Country Christmas
- 2013: Andy Lee Lang sings Eddy Arnold
- 2014: My Kinda Life
- 2015: Singin’ The Blues
- 2016: Christmasville USA

## Auszeichnungen
- 2004: Goldenes Verdienstzeichen des Landes Wien
- 2015: Goldenes Ehrenzeichen für Verdienste an der Republik Österreich